# Alcione (torpilleur)
Le Alcione (fanion « AC ») était un torpilleur italien de la classe Spica - type Alcione lancé en 1937 pour la Marine royale italienne (en italien : Regia Marina).

## Conception et description
Les torpilleurs de la classe Spica devaient répondre au traité naval de Londres qui ne  limitait pas le nombre de navires dont le déplacement standard était inférieur à 600 tonnes. Hormis les 2 prototypes, 3 autres types ont été construits : Alcione, Climene et Perseo. Ils avaient une longueur totale de 81,42 à 83,5 mètres, une largeur de 7,92 à 8,20 mètres et un tirant d'eau de 2,55 à 3,09 mètres. Ils déplaçaient 652 à 808 tonnes à charge normale, et 975 à 1 200 tonnes à pleine charge. Leur effectif était de 6 à 9 officiers et de 110 sous-officiers et marins
Les Spica étaient propulsés par deux turbines à vapeur à engrenages Parsons , chacune entraînant un arbre d'hélice et utilisant la vapeur fournie par deux chaudières Yarrow. La puissance nominale des turbines était de 19 000 chevaux-vapeur (14 000  kW) pour une vitesse de 33 nœuds (61  km/h) en service, bien que les navires aient atteint des vitesses supérieures à 34 nœuds (62,97  km/h) lors de leurs essais en mer alors qu'ils étaient légèrement chargés. Ils avaient une autonomie de 1 910 milles nautiques (3 540  km) à une vitesse de 15 nœuds (27,7  km/h)
Leur batterie principale était composée de 3 canons 100/47 OTO Model 1937. La défense antiaérienne (AA) des navires de la classe Spica était assurée par 4 mitrailleuses jumelées Breda Model 1931 de 13,2 millimètres. Ils étaient équipés de 2 tubes lance-torpilles de 450 millimètres (21 pouces) dans deux supports jumelés au milieu du navire.  Les Spica étaient également équipés de  2 lanceurs de charges de profondeur et d'un équipement pour le transport et la pose de 20 mines.

## Construction et mise en service
Le Alcione est construit par le chantier naval Cantiere navale di Sestri Ponente à Sestri Ponente en Italie, et mis sur cale le 29 octobre 1936. Il est lancé le 23 décembre 1937 et est achevé et mis en service le 10 mai 1938. Il est commissionné le même jour dans la Regia Marina.

## Histoire de service
En août 1938, le navire nouvellement mis en service participe à un cycle d'entraînement au large de l'île d'Elbe.

### La Seconde Guerre mondiale
Lorsque l'Italie entre dans la Seconde Guerre mondiale, le navire fait partie du Ier escadron de torpilleurs basé à Messine, qu'il forme avec ses navires-jumeaux (sister ships) Airone, Aretusa et Ariel. Au départ, le navire est employé à des tâches de pose de champs de mines.
Le 29 juillet 1940, dans le cadre de l'opération " Trasporto Veloce Lento " (transport lent et rapide), le Alcione et les trois autres torpilleurs du Ier escadron de torpilleurs sont envoyés en renfort de l'escorte - torpilleurs Circe, Clio, Climene et Centauro du XIIIe escadron de torpilleurs - d'un convoi composé du navire à vapeur transport de passagers Marco Polo et des croiseurs auxiliaires Città di Palermo et Città di Napoli, naviguant de Naples à Benghazi.
Dans la nuit du 5 au 6 septembre 1940, le Alcione effectue la pose d'un barrage de 56 mines dans les eaux de La Valette avec ses navires-jumeaux Aretusa, Ariel et Altair.
Le 10 octobre, le Alcione et le Airone, ainsi que des hydravions de la 89e escadrille, effectuent une action anti-sous-marine au large de Syracuse à la suite de laquelle ils croient avoir coulé le sous-marin britannique HMS Triad (N53),,. En fait, il est presque certain que le naufrage de cette unité est attribué au sous-marin Toti, dans un duel qui a eu lieu dans le golfe de Tarente à cette époque.

#### Bataille du Cap Passero
Dans la nuit du 11 au 12 octobre 1940, le Alcione, sous le commandement du lieutenant de vaisseau (tenente di vascello) Luigi Bonatti, est envoyé pour patrouiller, avec le Airone et le Ariel et les destroyers du XIe escadron de destroyers (Aviere, Artigliere, Geniere, Camicia Nera) la zone à l'est de Malte, à la recherche de navires britanniques censés se trouver dans cette zone,. La patrouille, qui débute à 1 heure du matin le 12 octobre, est menée à une vitesse de 12 nœuds (22  km/h) avec un cap de 270°, les torpilleurs étant espacés d'environ 4 milles nautiques (7,4  km,. Le Alcione est la première unité de l'escadron, celle qui est la plus au nord, suivie des unités de section, tandis que les destroyers sont plus au sud,. À 1h38, le Alcione repère à 18 000 mètres au sud/sud-est - sans être repéré à son tour - le croiseur léger HMS Ajax (22), qui fait partie d'un plus grand déploiement naval britannique qui retourne à Alexandrie après avoir escorté un convoi vers Malte,,). Après avoir donné le signal de découverte, le torpilleur passe résolument à l'attaque, suivi peu après par ses navires-jumeaux. Après une approche qui dure une vingtaine de minutes, à 1h57, le Alcione tire deux torpilles, de 1 800 mètres de distance contre le flanc gauche du HMS Ajax, le manquant,,. Avant que le navire ne puisse lancer davantage de torpilles, le Airone, qui a également lancé quatre torpilles, fait demi-tour en ouvrant le feu et en déclenchant un violent combat. Incapable de lancer davantage de torpilles en raison de la position du Airone, le Alcione ouvre le feu avec ses canons de 100  mm et tire 15 coups infructueux, avant de perdre le contact avec le HMS Ajax à 2h03,,. Les navires-jumeaux connaissent un sort pire: le Airone est touché à bout portant par le feu du navire ennemi qui le réduit à une épave en feu, tandis que le Ariel explose et coule en peu de temps,,. Après la manœuvre d'évitement, et après avoir communiqué au XIe escadron de destroyers, à 0h45, que la bataille a lieu, le Alcione retourne sur le lieu de la bataille en se heurtant à l'épave flottante du Airone. Le navire ne peut rien faire d'autre que de récupérer l'équipage de l'unité jumelle, qui a coulé à cause de ses dommages à 3h34,,. Après avoir également récupéré une partie des survivants du Ariel, le Alcione n'a plus d'autre choix que de mettre le cap sur Augusta, où il arrive sans encombre vers 8 heures le 12 octobre,,.

#### Activité restante en 1940
À cinq heures de l'après-midi du 27 novembre 1940, le torpilleur part de Trapani avec ses navires-jumeaux Vega, Sirio et Sagittario pour une patrouille de nuit dans le canal de Sicile alors que se déroule l'opération britannique "Collar" (qui aboutira plus tard à la bataille du cap Teulada), qui voit le gros de la Mediterranean Fleet (flotte méditerranéenne britannique) en mer,. Cependant, des quatre navires, seul le Sirio, à 00h33 le 28, effectue une attaque à la torpille infructueuse contre des navires britanniques.
À partir de décembre 1940, il est employé pour escorter des convois sur les routes de la Libye, et plus tard également dans l'Adriatique et la mer Égée.

#### 1941

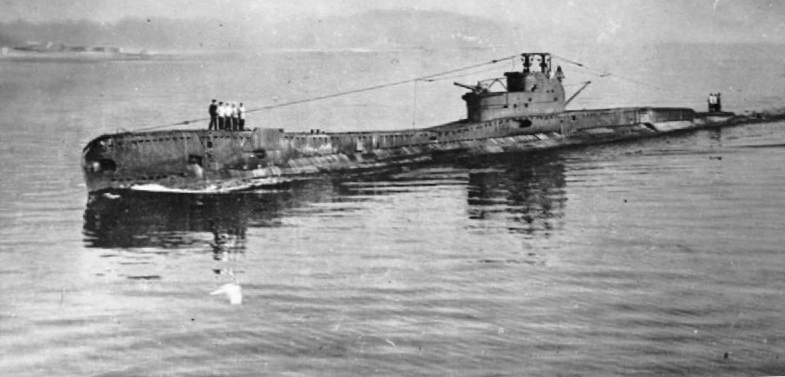
Le sous-marin britannique HMS Truant coule le Alcione.

Le 6 mars 1941, le Alcione quitte Naples pour escorter les grands et modernes cargos à moteur Andrea Gritti et Sebastiano Venier jusqu'à Palerme, où il arrive deux jours plus tard. Avec l'escorte supplémentaire des torpilleurs Pallade et Polluce, ajoutés à Palerme, ainsi que des unités similaires Centauro et Clio qui escortent ce convoi et un autre, les navires continent du port sicilien jusqu'à Tripoli où ils arrivent, sans dommages, à 13h30 le 11 mars.
Du 28 au 30 mars, le Alcione, le Circe et le Sagittario sont envoyés, avec deux vedettes-torpilleurs MAS (Motoscafo armato silurante ou MAS), pour secourir le vapeur allemand Ruhr, torpillé par le sous-marin britannique HMS Utmost (N19) alors qu'il navigue en convoi vers la Libye, et l'escorte jusqu'à Tripoli avec un autre vapeur torpillé plus tard, le Galilea (les deux navires ont pu être sauvés).
Au cours de 1941, le torpilleur est modifié avec l'élimination des inefficaces mitrailleuses de 13,2  mm et leur remplacement par huit canons de 20/65  mm,.

#### Le naufrage
Dans l'après-midi du 10 décembre 1941, le Alcione quitte le Pirée pour escorter les pétroliers Arca et Ellis à Souda, arrivant le lendemain à 11h05 en vue d'Akrotiri (La Canée. A 14h50, alors que le convoi se trouve à l'embouchure de la baie de Souda, des hydravions italo-allemands aperçoivent, à la position géographique de 35° 29′ N, 24° 11′ E) (au large du cap Liman), des bulles d'air indiquant le lancement de deux torpilles - en réalité, il y en avait quatre et elles ont été lancées par le sous-marin britannique HMS Truant (N68) qui, à 13h20, avait aperçu le convoi à 9 milles nautiques (17  km) par 012° du cap Drepano et à 14h32 a lancé ses propres torpilles à 3 200 mètres de distance - et largue des bombes sur le point de lancement, tirant en même temps huit fusées (sept blanches et une verte) pour avertir les navires de l'attaque en cours. Le torpilleur, qui ne voit que la dernière des fusées, essaie ensuite d'attaquer l'unité sous-marine ennemie, mais peu après, deux torpilles sont aperçues. Le Alcyone peut éviter la première en manœuvrant, mais la deuxième explose et la poupe du navire est enlevée par une explosion colossale,,,. Quelques charges de profondeur du torpilleur explosent, alors que l'unité, immobilisée, commençait à couler lentement . Le Ellis tente ensuite de remorquer le Alcione encore flottant vers Souda, puis, voyant ces efforts inutiles, essaie de l'amener à s'échouer près de Marathi, mais même cette manœuvre n'a pas permis de sauver l'unité. A 15h35, le torpilleur est soudainement tombé sur son côté bâbord et coule en eau peu profonde, laissant une partie de la coque émergée, .
Parmi l'équipage du Alcione, on enregistre 17 morts et 14 blessés, dont un grave.

### Commandement
- Lieutenant de vaisseau (Tenente di vascello) Giuseppe Folli (né à Bologne le 4 avril 1909) (10 juin - 1er septembre 1940)
- Lieutenant de vaisseau  (Tenente di vascello) Luigi Bonatti (né le 11 décembre 1903) (2 septembre - décembre 1940)
- Lieutenant de vaisseau  (Tenente di vascello) Luigi Falcucci (né le 13 novembre 1911) (janvier - 11 décembre 1941)

## Sources
- (it) Cet article est partiellement ou en totalité issu de l’article de Wikipédia en italien intitulé « Alcione (torpediniera) » (voir la liste des auteurs).